# The Silent Force
The Silent Force is het derde studioalbum van de Nederlandse symfonische metalband Within Temptation.
The Silent Force is duidelijk gericht op het bereiken van nieuwe successen. Naast het bijna geheel verloren gaan van de harde gitaren, is ook de stem van zangeres Sharon den Adel een stuk ingetogener, waardoor de cd veel minder extreem is dan zijn voorgangers en meer gericht op het grote publiek. Ook werd gebruikgemaakt van een Russisch koor. Professionele videoclips werden uitgebracht van Stand My Ground, Memories en Angels.
Het album kwam op nummer 1 binnen in de Nederlandse Album Top 100.
Op 5 juli 2005 behaalt Within Temptation een gouden album in Finland voor The Silent Force, op 21 november 2005 ontvangt Within Temptation een platina plaat voor The Silent Force in Nederland. Ook in België en in Duitsland ontvangen ze een platina plaat.

## Tracklist
1. Intro – 1:58
2. See Who I Am – 4:52
3. Jillian (I'd Give My Heart) – 4:47
4. Stand My Ground – 4:28
5. Pale – 4:28
6. Forsaken – 4:54
7. Angels – 4:00
8. Memories – 3:51
9. Aquarius – 4:47
10. It's the Fear – 4:07
11. Somewhere – 4:14
12. A Dangerous Mind (bonustrack) – 4:16
13. The Swan Song (bonustrack) – 3:57

## Singles
- Stand My Ground
- Memories
- Angels